# 1999年太平洋颱風季
| 太平洋颱風季             |
| 主題頁 - 專題 - 編輯指南 |

1999年太平洋颱風季泛指在1999年全年內的任何時間，於赤道以北及國際換日線以西的太平洋水域所產生的熱帶氣旋。雖然有關方面並沒有設下本颱風季的指定期限，但大部份於西北太平洋的熱帶氣旋通常都會於六月至十二月期間形成。
本條目的範圍僅侷限於赤道以北及國際換日線以西的太平洋水域。於赤道以北及國際換日線以東的太平洋水域產生的風暴則被稱為颶風。在西太平洋產生的熱帶風暴是由聯合颱風警報中心命名，而在該地區的熱帶低氣壓的編號都以 W 字母作結。而凡進入或產生於菲律賓風暴責任範圍以內的熱帶低氣壓，菲律賓大氣地理天文部門 (PAGASA) 都會為它們訂立一個菲律賓名稱，作當地警報用途；因此同一個風暴有時候會有兩個不同的名稱。
該年的風季裏，共有5個颱風進入香港50公里範圍（颱風利奧、颱風瑪姬、颱風森姆、颱風約克、強烈熱帶風暴錦雯），當中除颱風利奧外均直接橫過香港（以上五者均令天文台懸掛八號或以上信號），三個於西貢附近登陸，均創下紀錄。
以下各熱帶氣旋資訊以熱帶氣旋存在期間的最強形態為準。

## 已被國際命名的熱帶氣旋

### 熱帶風暴希麗達 (Hilda)
PAGASA:Auring
1999年1月4日，聯合颱風警報中心發出1999年第一個熱帶氣旋警告，指一熱帶擾動於馬來西亞沙巴北面海岸上形成為一熱帶性低氣壓，更名為希麗達。並緩慢地向北移動，進入了南海南沙群島海域。1月6日，希麗達被升格為一熱帶風暴，中心風力最高風速達每小時65公里。但因受到南海北部的高氣壓影響，之後就迅速減弱，翌日於南沙群島的太平島一帶消散為一低壓區。
此次熱帶氣旋為馬來西亞的沙巴帶來連續大雨的天氣，造成六人死亡，經濟損失了130萬美元。

### 熱帶風暴愛莉絲 (Iris)
PAGASA:Bebeng

### 熱帶風暴雅各 (Jacob)
PAGASA:Karing

### 颱風姬蒂 (Kate)
PAGASA:Diding

### 颱風利奧 (Leo)
4月27日，一熱帶低氣壓於西沙群島西南約170公里處形成，更名為利奧，並向南海東北部移動。在同日發現後不久，利奧迅速增強為一熱帶風暴，兩日後，除著利奧進入了香港天文台800公里範圍內，於9時40分懸掛一號戒備信號。翌日，利奧於南海中北部已發展成一颱風，受利奧及東北季候風的共同影響，香港漸吹強風，並在16時15分改掛三號強風信號。在5月1日，颱風利奧在南海北部已減弱為一強烈熱帶風暴，並略為轉向西北偏北方向移動，移近珠江口和廣東東岸一帶，在5月2日，利奧預計會為珠江三角洲帶來烈風，香港天文台也於該日發出八號東北烈風或暴風信號，為自1946年以來最早懸掛八號信號的一次。原本估計利奧會在香港登陸，但最終利奧再在香港東南偏東45公里再度轉向，在深圳大亞灣登陸，除著利奧的遠離和減弱，香港天文台於同日的17時30分改發三號強風信號，直至利奧於晚間在廣東東北變為一低壓區後，所有風球也於同日20時45分除下。

### 颱風瑪姬 (Maggie)
PAGASA:Etang
颱風瑪姬於1999年夏季曾對香港和台灣造成嚴重的影響，與稍後出現的颱風約克吹襲香港，懸掛了九號風球。
瑪姬自東北向西南橫過香港，當時香港繼1997年颱風維克托之後，首度再次掛起九號風球。

### 熱帶風暴尼爾 (Neil)
PAGASA:Helming

### 颱風奧嘉 (Olga)
PAGASA:Ising
=== 熱帶風暴保羅 (Paul) 
熱帶風暴保羅在東海達到巔峰

### 熱帶風暴慧卓茹 (Rachel)
熱帶風暴慧卓茹是1999年中唯一登陸台灣的熱帶氣旋。

### 強烈熱帶風暴森姆 (Sam)
PAGASA:Luding
森姆是1999年第二個登陸香港的熱帶氣旋。當年共有5個熱帶氣旋吹襲香港50公里範圍，當中有4個直接橫過香港，這都創下了紀錄。另外，森姆是有紀錄以來為香港帶來最多降雨的颱風。森姆吹襲期間，中華航空642號班機於香港國際機場降落時失事，全機翻轉並起火。機上3人死亡，208人受傷，是新機場於1998年7月啟用以來首宗致命航空事故。

### 強烈熱帶風暴多拉 (Dora)
8月6日，原於北美洲墨西哥以南的東太平洋海面有一熱帶擾動發展，並向穩定西移動，更名多拉。多拉於夏威夷群島和北美洲大陸之間的東太平洋海面曾一度達至每分鐘220公里每小時的最高持續風速。於夏威夷群島以南略過後，強度開始進一步減弱，之後更越過國際日期變更線進入西太平洋海面，是繼1994年颶風約翰後首個熱帶氣旋能由東太平洋進入西太平洋，故也被稱作「颶風」。
8月20日上午5時，位於中太平洋的多拉越過國際日期變更線進入西北太平洋範圍，因此改由日本氣象廳（JMA）發報。上午8時，日本氣象廳將其評定為強烈熱帶風暴，沿用東太平洋名稱多拉。同時，聯合颱風警報中心將其評定為熱帶風暴。下午2時，日本氣象廳將其降格為熱帶風暴。
8月22日上午8時，聯合颱風警報中心將其降格為熱帶低氣壓。
8月23日下午2時，日本氣象廳將其降格為熱帶低氣壓。
多拉是1999年內維持時間最長的熱帶氣旋，維持日數一共達17日。

### 熱帶風暴芸蒂 (Wendy)
PAGASA:Mameng

### 颱風約克 (York)
PAGASA:Neneng
約克於9月12日在菲律賓以東海面形成，橫過呂宋北部以後進入南中國海向廣東沿岸移動。9月16日早上掠過香港南部之後橫過珠江口在珠海登陸移入內陸。約克掠過香港期間，香港天文台一度懸掛10號颶風訊號。這是香港在1983年之後16年內首次懸掛最高的熱帶氣旋警告訊號，亦是香港在整個90年代唯一一次，更是香港主權移交中國以來第一次。約克在香港造成2人死亡，約500人受傷，直接經濟損失約10億港元。約克在菲律賓亦造成山泥傾瀉，引致18人死亡。在珠海及鄰近廣東地區，約克造成15人死亡，700人受傷。澳門亦有1人受傷。

### 颱風巴特 (Bart)
PAGASA:Oniang
颱風巴特在日本造成嚴重損失。該颱風造成36人死亡。

### 熱帶風暴錦雯 (Cam)
9月24日，一熱帶性低氣壓於香港以南約410公里處形成，更名為錦雯。錦雯除了是最後一個於1999年登陸香港的熱帶氣旋外，也是有記錄以來比較接近香港形成的熱帶氣旋之一。就在錦雯於9月24日被發現形成後，香港天文台就馬上懸掛一號戒備信號（值得留意的是，當時令香港16年來要懸掛第一次十號颶風信號的颱風約克才於9月17日在廣東西部消散，而約克的消散和錦雯的形成只有7日差距）。錦雯被發現後不久就馬上增強升格為一熱帶風暴，並採取向東北偏北方向移動。翌日再度增強並升格為一強烈熱帶風暴。但受到清涼的東北季候風影響，錦雯在當日黃昏前已減弱為一熱帶風暴，雖然如此，香港由於受著兩股強風影響，平均風力有增無減，使香港天文台就該日改掛三號強風信號。9月26日清晨，錦雯的風眼越來越接近香港，香港天文台就於當日5時20分改掛八號西北烈風或暴風信號，並於中午前後在香港新界西貢登陸，之後再掠過新界多個地方沙田和流浮山等地。風眼掠過期間，香港風向突變為吹西南風，香港天文台在11時20分改掛八號西南烈風或暴風信號。進入后海灣不久，錦雯迅速減弱為熱帶性低氣壓，再在珠江口消散為低壓區。

### 颱風丹尼 (Dan)
PAGASA:Pepang
於10月2日在菲律賓東方的海面上生成，於10月5日登陸呂宋島以後繼續向西前進，進入南海後折向北，於10月9日在漳州龍海縣鎮海角登陸後逐漸減弱，最終於10月11日進入黃海並消散。

### 熱帶風暴伊芙 (Eve)
PAGASA:Rening

### 熱帶風暴法蘭基 (Frankie)
PAGASA:Sendang

### 颱風姬羅莉亞 (Gloria)
PAGASA:Trining
最後一個由SSHWS幫颱風命名的颱風。

## 未被國際命名的熱帶氣旋
在1999年，雖然有大多數的熱帶氣旋已被命名，仍然還有少數沒被命名的熱帶性低氣壓和被聯合颱風警報中心認為是熱帶氣旋。以下列出那些熱帶氣旋的資料。

### 熱帶低氣壓08W
6月21日，太平洋第8個出現熱帶擾動於日本沖繩東南海面一帶形成，並向西北方向移動，進入東海。後因向西北移近馬緯度無風帶的關係，使08W之後有大部份時間都一直處於微弱的狀態，並同時轉向偏北方向移動。由於08W移動相當迅速，很快就在晚上登陸韓國濟州島，數小時後就登陸韓國於朝鮮半島內最南端的城市光州市。翌日早上，08W在韓國全州市一帶轉向東北方向移動，橫過韓國大部份城市，於江陵市和蔚珍郡之間一帶出海，進入日本海，一直於日本北海道一帶以西海域中才轉化為溫帶氣旋並消散。

### 熱帶低氣壓 10W
7月25日，受菲律賓呂宋東北海面的新形成的一道熱帶性低氣壓尼爾影響，一熱帶擾動原於南海中部的低壓區與同日形成之熱帶性低氣壓尼爾一同形成為一熱帶性低氣壓。由於這兩股熱帶氣旋的同時出現，使兩熱帶氣旋受藤原效應影響而一直互相牽制未能增強。10W初時緩慢地向北移動，進入了南海北部。香港天文台也於該日懸掛一號戒備信號。7月26日，10W被香港天文台升格為一熱帶風暴，中心風力最高風速達每小時65公里。與歷代受藤原效應影響的熱帶氣旋一樣，10W風向頗為飄忽，初時曾採取一個向西的方向移動，但當10W在海南島以東海域改為轉向東北的方向移動，使珠江三角洲大部份地方突然轉吹強風至烈風程度的陣風，香港天文台於晚上10時45分改掛三號強風信號，在7月27日清晨約4時雖曾在香港120公里範圍掠過，但因該熱帶風暴在登陸前已稍為有減弱的跡象，加上烈風圈較小以不致於令香港大部份地區吹烈風，故即使其風暴中心達到烈風程度而在香港附近水域掠過，也沒有懸掛八號烈風或暴風信號。之後10W在上午於廣東汕頭市一帶登陸，除著10W的遠離和減弱，香港天文台於下午1時45分除下所有風球。最後10W減弱為一熱帶性低氣壓，仍繼續向內陸進一步移動，最後於同一天在江西省和福建省一帶消散為一低壓區。

### 熱帶低氣壓 14W
8月8日，一熱帶擾動於日本硫磺島以南約120公里形成一股熱帶性低氣壓，初時採取向北的方向移動。8月9日進入伊豆群島南部水域，並轉向西北偏北方向移動。翌日於日本三重縣尾鷲市登陸，登陸時最高持續風速僅有每小時45公里，為1999年24個熱帶氣旋中強度最弱的，不久14W快速減弱，並繼續向北移動。橫過本州後於日本海消散，14W由生成至消散只有兩日時間。

## 熱帶氣旋名單
西北太平洋的颱風是由聯合颱風警報中心命名直至1999年太平洋颱風季完結。由2000年開始，將會改由日本氣象廳命名。
| - Ann 9917 - Bart 9918 - Cam 9919 - Dan 9920 - Eve 9921 - Frankie 9922 - Gloria 9923 - Herb - Ian - Joy - Kirk - Lisa - Marty - Niki - Orson - Piper - Rick - Sally - Tom - Violet - Willie - Yates - Zane | - Able - Beth - Carlo - Dale - Ernie - Fern - Greg - Hannah - Isa - Jimmy - Kelly - Levi - Marie - Nestor - Opal - Peter - Rosie - Scott - Tina - Victor - Winnie - Yule - Zita | - Amber - Bing - Cass - David - Ella - Fritz - Ginger - Hank - Ivan - Joan - Keith - Linda - Mort - Nichole - Otto - Penny - Rex - Stella - Todd - Vicki - Waldo - Yanni - Zeb | - Alex - Babs - Chip - Dawn - Elvis - Faith - Gil - Hilda 9901 - Iris 9902 - Jacob 9903 - Kate 9904 - Leo 9905 - Maggie 9906 - Neil 9907 - Olga 9908 - Paul 9909 - Rachel 9910 - Sam 9911 - Tanya 9912 - Virgil 9913 - Wendy 9914 - York 9915 - Zia 9916 |

### 菲律賓熱帶氣旋命名法
菲律賓大氣地理天文部門 (PAGASA) 使用自己一套命名法，作於該國風暴責任範圍內的熱帶氣旋命名之用。名單每四年循環再用，因此本年名單與1995年太平洋颱風季的名單相同，官方暫時未公佈名稱更換。本年未用名稱以灰色字表示，黑體字表示今年已經使用過，粗體名稱則表示該風暴活躍中，橙色表示下一個將會使用的名稱。
| - Auring 9901 - Bebeng 9902 - Karing 9903 - Diding 9904 - Etang 9906 | - Gening - Helming 9907 - Ising 9908 - Luding 9911 - Mameng 9914 | - Neneng 9915 - Oniang 9918 - Pepang 9920 - Rening 9921 - Sendang 9922 | - Trining 9923 - Ulding (unused) - Warling (unused) - Yayang (unused) - Ading (unused) | - Barang (unused) - Krising (unused) - Dadang (unused) - Erling (unused) - Goying (unused) |

## 內部連結
- 1999年大西洋颶風季
- 1999年太平洋颶風季
- 1999年北印度洋氣旋季
- 1998－1999年西南印度洋熱帶氣旋季
- 1998－1999年澳洲地區熱帶氣旋季
- 1998－1999年南太平洋熱帶氣旋季
- 1998－2000年西南印度洋熱帶氣旋季
- 1999－2000年澳洲地區熱帶氣旋季
- 1999－2000年南太平洋熱帶氣旋季

## 外部連結
- 聯合颱風警報中心
- 中央氣象台-颱風實時路徑顯示
- 日本氣象廳熱帶氣旋資訊（页面存档备份，存于）
- 菲律賓大氣地理天文部門熱帶氣旋資訊
- 中央氣象局全球資訊網（页面存档备份，存于）
- 香港天文台熱帶氣旋資訊（页面存档备份，存于）
- 澳門地球物理暨氣象局熱帶氣旋資訊（页面存档备份，存于）
- 熱帶氣旋衛星影像（页面存档备份，存于）
- 數位颱風—熱帶氣旋資料及圖片（页面存档备份，存于）